# Hospital de Lebrija
El Hospital de Lebrija (también llamado Centro Hospitalario de Alta Resolución de Lebrija) está situado en España, en la ciudad de Lebrija en la provincia de Sevilla. El Hospital fue puesto en marcha de forma completa el 27 de junio de 2017 y atiende a más de 53 000 personas, la población del municipio de Lebrija, El Cuervo de Sevilla y Las Cabezas de San Juan. El hospital cuenta con 22 camas.

## Especialidades
Entre las áreas que ocupa están:
1. Medicina
2. Cirugía
3. Aparato Locomotor
4. Urgencias generales
5. Bloque quirúrgico